# ستيوارت سينيور
ستيوارت سينيور (بالإنجليزية: Stuart Senior)‏ هو لاعب كرة قدم بريطاني، ولد في 26 أكتوبر 1953 في بارنسلي في المملكة المتحدة. لعب مع نادي بارنسلي.